# Алексухин, Василий Тимофеевич
Васи́лий Тимофе́евич Алексу́хин (9 февраля 1919, д. Малая Дмитриевка, Рязанская губерния — 15 декабря 1943, Яновка, Украинская ССР) — советский лётчик, старший лейтенант, командир звена 617-го штурмового авиационного полка 291-й штурмовой авиационной дивизии 2-й воздушной армии Воронежского фронта, Герой Советского Союза.

## Биография
Родился 9 февраля 1919 года в деревне Малая Дмитриевка Сапожковского уезда Рязанской губернии в крестьянской семье. Русский. Окончил семилетнюю школу.
В 1939 году призван в ряды Красной Армии. После срочной службы окончил Таганрогскую военно-авиационную школу лётчиков. Член ВКП(б) с 1943 года.
В боях Великой Отечественной войны с марта 1943 года. За период с 15 марта по 23 августа 1943 года произвел 76 успешных боевых вылетов сбил 3 вражеских самолета. Лично уничтожил 14 танков, до 60 автомашин, 2 паровоза, 45 железнодорожных вагонов. Всего совершил более 100 боевых вылетов.
15 декабря 1943 года восьмерка «илов» под командованием старшего лейтенанта В. Т. Алексухина атаковала танковую колонну гитлеровцев в районе села Яновка (Украина). Несмотря на огонь вражеских зениток, атаки наших штурмовиков следовали одна за другой. Во время третьей атаки зенитный снаряд попал в мотор самолета Василия Алексухина и Ил-2 загорелся. Направил горящую машину на скопление танков врага.

Указом Президиума Верховного Совета СССР «О присвоении звания Героя Советского Союза офицерскому составу военно-воздушных сил Красной Армии» от 4 февраля 1944 года за образцовое выполнение боевых заданий командования на фронте борьбы с немецкими захватчиками и проявленные при этом отвагу и геройство старшему лейтенанту Алексухину Василию Тимофеевичу присвоено звание Героя Советского Союза с вручением ордена Ленина и медали «Золотая Звезда»

## Награды
- Медаль «Золотая Звезда» Героя Советского Союза
- Орден Ленина
- Два ордена Красного Знамени
- Орден Красной Звезды

## Память
- Его именем названы улице в городе Киеве (Украина) и посёлке Путятино (Рязанская область).
- Имя Василия Алексухина увековечено в Зале Славы Музея Победы на Поклонной горе в Москве, на мемориале Победы в Рязани и на обелиске в селе Путятино.
- Мемориальные доски в его честь установлены на здании бывшей Путятинской средней школы (ныне Путятинская детская музыкальная школа, ул. Победы, 11) и на доме в посёлке Воропаевка, где жил Герой.
- В Сквере Победы села Путятино в его честь установлен самолёт «МиГ-23».